# Kleovka
Kleovka je zaniklá usedlost v Praze 2-Vinohradech, která se nacházela v ulici Nad Petruskou severně od usedlosti Perucka.

## Historie
Původně se zde rozkládaly dvě vinice – Kleovka a Grünwaldka. V 18. století je měl v majetku Filip svobodný pán z Elmptů. Po jeho smrti je roku 1797 získal v dražbě setník Tielle, generální zplnomocněnec barona Wimmera. Ještě v polovině 19. století v těchto místech vinohrad existoval.
Roku 1878 byla na místě zbořené usedlosti postavena nová vila Kleovka, zvaná také Alvína. V 80. letech 19. století ji vlastnil JUDr. Karel Hausschild, majitel nedaleké Perucky.

## Další informace
- Původní adresa vily na místě usedlosti byla Koprníkova (Koperníkova) čp. 63.[3][4] Po rozparcelování a zastavění okolních pozemků zde vznikla ulice, která se názvu Nad Petruskou dočkala až v roce 1947.[5]
- Na místě usedlosti a vily stojí novostavba se stejným čp. 63.[p. 1]